# Jean de Brouwer
Pour les articles homonymes, voir De Brouwer.
Jean de Brouwer, né le 18 janvier 1872 à Bruges (Belgique) et mort le 4 janvier 1951 dans cette même ville, est un industriel et mécène belge.

## Biographie
Fils de Joseph de Brouwer, industriel, membre d'honneur et président de l'Association des gaziers belges, Jean Henri Marie Joseph de Brouwer étudie le droit à l'Université catholique de Louvain et s'inscrit ensuite au barreau de Bruges.
Dès 1897, aux côtés d'Henri Beernaert, Jean de Brouwer engage des capitaux dans la fondation de la société d'horticulture La Flandria, dont il deviendra le président-fondateur. Il prendra également part dans l'organisation des Floralies gantoises, dont il deviendra le vice-président.
En 1905, il s'associe avec son père et son frère Joseph pour créer la Société pour l'exploitation intercommunale du gaz et de l'électricité, dite Centrale gaz et électricité. En 1930, Centrale gaz et électricité fusionne avec la Compagnie du gaz de Saint-Josse-ten-Noode et la Société belge de distribution électrique. Cette fusion donne naissance à la Compagnie générale de gaz et d'électricité, dite Gazelec.  
Il est également le fondateur, en 1907, des Briqueteries de la côte et administrateur de nombreuses sociétés : de la succursale du Crédit liégeois (Bruges), de la compagnie d'assurances La Continentale (Bruxelles), de la Compagnie française coloniale et industrielle, de la Compagnie générale du gaz pour la France et l'étranger (Paris), des Cookeries du Marly, de la société de pêcheries Noordende (Ostende), etc..
Mécène, il soutient des artistes comme Nicolas de Staël et Zinaida Serebriakova. 
Créé baron par le roi Léopold III de Belgique le 16 novembre 1934, Jean de Brouwer sera également honoré des titres de grand-officier de l’ordre de Léopold, grand-officier de l’ordre de la Couronne, de chevalier de Saint-Grégoire-le-Grand, de chevalier de Saint-Stanislas. Il est également honoré du titre de consul honoraire de Russie à Bruges.

## Industrie du gaz et électricité
Le 25 mai 1905, avec le soutien du Crédit liégeois et de la Société des conduites d'eau, Joseph de Brouwer ainsi que deux de ses fils, Jean et Joseph, s'associent en vue de créer la Société pour l'exploitation intercommunale du gaz et de l'électricité, dite Centrale gaz et éectricité. Avant la Première Guerre mondiale, Centrale gaz et électricité développe son réseau de distribution du gaz principalement en Flandre occidentale, en Flandre orientale ainsi que dans la province d'Anvers.
En 1921, Centrale gaz et électricité conclut un accord avec la Compagnie générale du gaz pour la France et l'étranger (CGGFE), qui assure la distribution du gaz dans la région de Roulers (Flandre occidentale), en vue de la construction d'une usine à gaz appelée à fournir le gaz nécessaire pour les exploitations gazières des deux sociétés. 
En 1922, poursuivant leur collaboration, Centrale gaz et électricité et la CGGFE participent à la constitution de la Société générale belge de distribution d'électricité.
La CGGFE entre dans le capital de Centrale gaz et électricité en 1925. Elle fait apport de ses concessions de gaz d'Ath, Courcelles, Souvret, Hal, Soignies, Roulers, Rumbeke, Beveren, Hasselt, Turnhout et Saint-Trond.
En 1928, Centrale gaz et électricité prend, conjointement avec la société du gaz de Saint-Josse-ten-Noode, une participation dans Distrigaz. Elle intervient également dans la constitution de la société des Produits chimiques du Marly ainsi que dans la société Cokeries du Marly.
Le 1er juillet 1930, Centrale gaz et électricité, la société du gaz de Saint-Josse-ten-Noode et la Société belge de distribution électrique fusionnent pour donner naissance à la Compagnie générale de gaz et d'électricité, dite Gazelec
Jean de Brouwer exerce la fonction  d'associé-gérant (administrateur-délégué) de Centrale gaz et électricité jusqu'en 1925. À la suite de l'entrée de la CGGFE dans le capital de Centrale gaz et électricité, les fonctions d'administrateur-délégué sont exercées conjointement par Jean de Brouwer et Raymond Casaubon, directeur de la CGGFE Jean de Brouwer exerce les fonctions de vice-président dès 1927, aux côtés de Robert Ellissen, administrateur-délégué de la CGGFE. Il en devient président d'honneur en 1948.

## Mécène et collectionneur d'art
Jean de Brouwer rencontre Zinaïda Serebriakova à l'exposition internationale de Bruxelles en 1928 et l'invite à venir peindre au Maroc, où il dispose d'importants intérêts, notamment dans le domaine immobilier et dans le domaine agricole. Elle s'y rend à deux reprises, en 1928 et en 1930. Il lui commande ensuite des panneaux allégoriques pour sa résidence, le manoir de Ville-Pommerœul, à proximité de Mons, en 1936. 
Jean de Brouwer fait la connaissance de Nicolas de Stael au cours des années 1930, à Bruxelles, alors qu'il est encore étudiant à l'Académie. Il lui commande  également la décoration de l'une des pièces de sa résidence de Ville-Pommeroeul. En 1936, il finance le voyage de Nicolas de Staël au Maroc.
Les Visions du chevalier Tondal du Getty, manuscrit exceptionnel contenant vingt et une ravissantes miniatures commandé par la duchesse de Bourgogne lui a également appartenu.
Les livres reliés de sa collection comportent souvent en "queue du dos" une couronne de baron surmontée d'une caravelle à trois mâts.  Quand le livre est plus épais, on peut reconnaître les trois lys et les vagues sur la grand-voile.

## Distinctions
- Chevalier de l'ordre de Saint-Grégoire-le-Grand